# Josh McDermitt
Josh MCdermitt (Phoenix, Arizona, 4 de juny de 1978) és un actor estatunidenc. pel seu personatge de Eugene Porter a la sèrie The Walking Dead.

## Carrera
McDermitt va començar la seva carrera a l'espectacle per casualitat, trucant repetidament a un programa de ràdio local de Phoenix, Tim & Willy, per fer broma a les trucades telefòniques com a persones diferents. Més tard, va començar a treballar com a productor de ràdio al costat dels creadors del programa, passant a ràdios importants com KNIX-FM i KMLE.
El 2006, va aparèixer com a concursant al programa de talent còmic Last Comic Standing, on va arribar a la semifinal, abans de passar a la interpretació real amb la pel·lícula de televisió Rehab for Rejects de 2009. Un dels seus papers destacats va ser com Brandon a la comèdia del canal de televisió Land Meet the Parents, que es va emetre durant dues temporades el 2011 i el 2012 abans de ser cancel·lada. L'octubre de 2013, els productors de la sèrie de televisió AMC The Walking Dead van anunciar la inclusió de McDermitt al repartiment de la quarta temporada de la saga, en el paper del personatge d'Eugene Porter. El seu personatge va ascendir a un paper habitual a la cinquena temporada.